# Liste der Stolpersteine in der Metropolitanstadt Genua

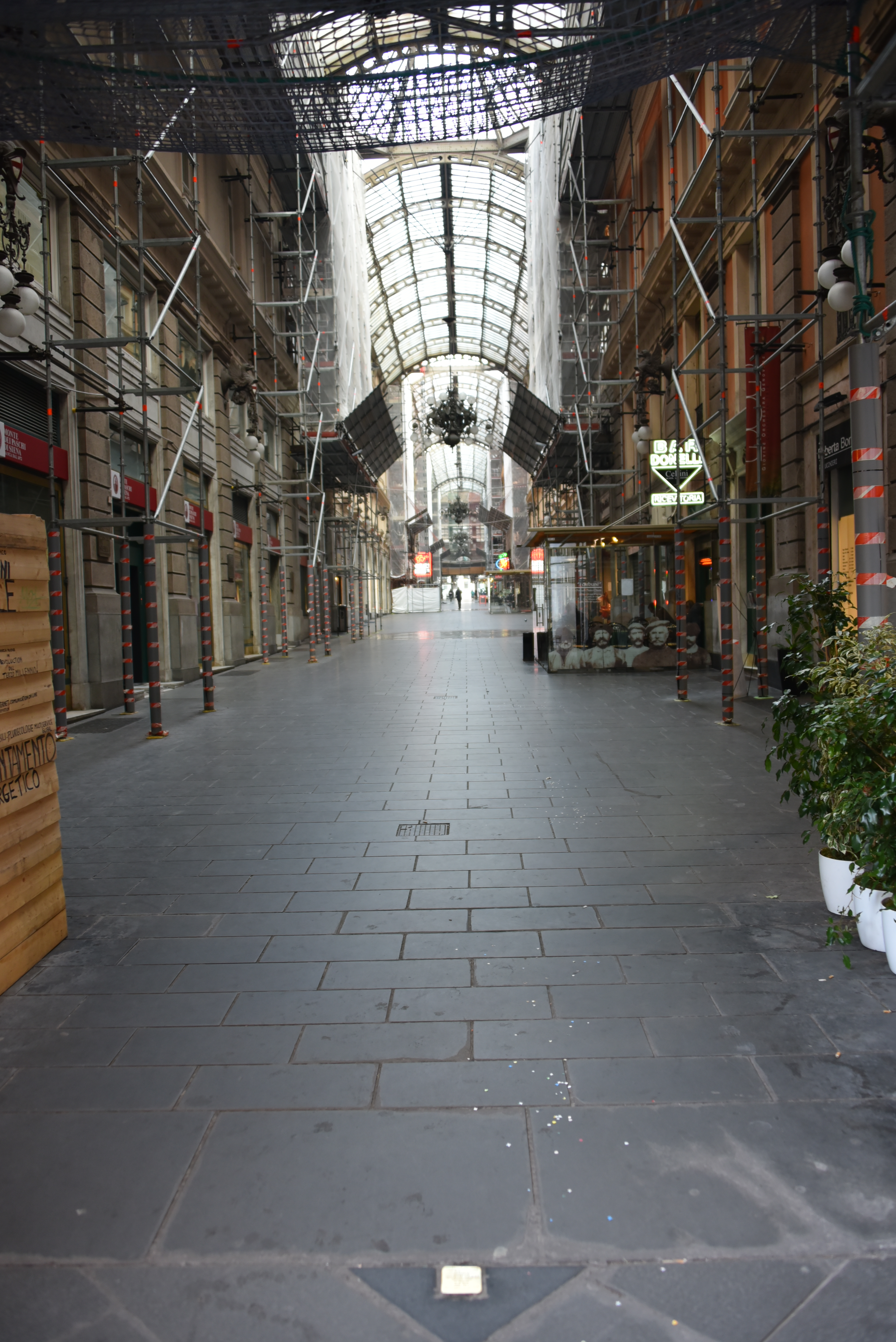
Stolperstein in der Galleria Mazzini in Genua

Die Liste der Stolpersteine in der Metropolitanstadt Genua enthält die Stolpersteine in der Metropolitanstadt Genua, die an das Schicksal der Menschen erinnern, die von Nationalsozialisten ermordet, deportiert, vertrieben oder in den Suizid getrieben wurden. Die Stolpersteine wurden von Gunter Demnig verlegt; deren Name lautet auf Italienisch pietre d'inciampo.
Die Stolpersteine liegen im Regelfall vor dem letzten selbstgewählten Wohnort des Opfers. Der Stolperstein für Riccardo Reuven Pacifici wurde am Ort seiner Verhaftung verlegt. Die erste Verlegung in der Metropolitanstadt fand im Januar 2012 in Genua statt.

## Verlegte Stolpersteine

### Genua

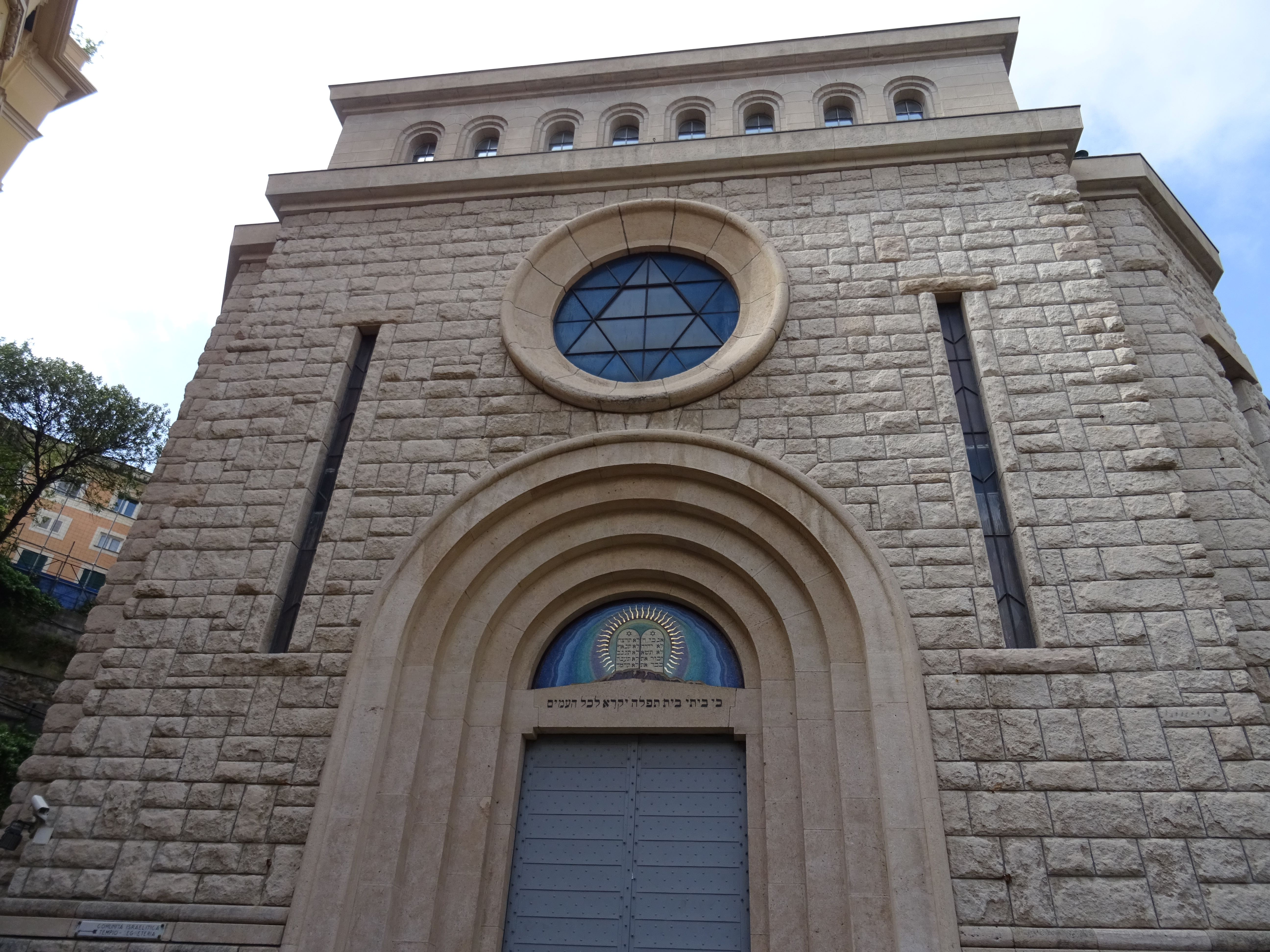
Synagoge von Genua

Die Juden von Genua lebten, wie alle Juden in Italien, mit Einschränkungen ihrer Freiheit und erlitten regelmäßig Vertreibungen. Im Jahr 1674 wurde das Ghetto von Genua an die Piazza dei Tessitori verlegt, den Platz der Weber, waren doch viele Juden im Stoffhandel tätig. Es lebten damals nicht viele Juden in Genua, 203 waren es im Jahre 1662, 174 waren es sieben Jahre später. Im 18. Jahrhundert sollte das Ghetto erneut verlegt werden, doch wurden die Juden von Genua, ehe es dazu kam, erneut aus der Stadt vertrieben. Dennoch mussten die Juden der Stadt in der neueren Geschichte nicht um ihr Leben bangen – ausgenommen die relativ kurze, jedoch mörderische Phase deutscher Besetzung großer Teile des Landes von September 1943 bis April 1945.
Die Synagoge von Genua wurde 1935 nach Plänen des Architekten Francesco Morandi errichtet. Sie befindet sich in der Via Bertora, wenige Schritte von der Via Assarotti entfernt. Dort beriefen die Deutschen im November 1943 ein Treffen ein. Die Nazis wollten alle Juden von Genua mit einem Schlag verhaften. 50 Juden erschienen sowie Oberrabbiner Riccardo Pacifici. Alle Verhafteten wurden in der Folge in das Vernichtungslager Auschwitz deportiert, wo sie ermordet wurden.
In Genua wurden elf Stolpersteine an sieben Adressen verlegt.

Die Tabelle ist teilweise sortierbar; die Grundsortierung erfolgt alphabetisch nach dem Familiennamen.
| Stolperstein | Übersetzung | Verlegeort                                          | Name, Leben |
| ------------ | --- | --------------------------------------------------- | --- |
|              | HIER WOHNTE ERCOLE DE ANGELIS JG. 1882 VERHAFTET 2.10.1944 DEPORTIERT FLOSSENBURG ERMORDET 18.4.1945                         | Genua, · Via Carlo Barabino 26 ·                    | Ercole De Angelis wurde am 6. Februar 1882 in Casale Monferrato geboren. Seine Eltern waren Giuseppe De Angelis und Eleonora Segré. Er war mit Fortunata Foà verheiratet. Aufgrund seiner jüdischen Herkunft wurde er am 2. Oktober 1944 in Genua verhaftet, in das Durchgangslager Bozen verschleppt und von dort im Dezember 1944 in das Konzentrationslager Flossenbürg deportiert. Er wurde vom NS-Regime am 18. April 1945 ermordet, wenige Tage vor dem Zusammenbruch des Regimes. |
|              | HIER WOHNTE BRUNO DE BENEDETTI GEBOREN 1911 VERHAFTET 2.12.1943 DEPORTIERT AUSCHWITZ ERMORDET 31.12.1944 DACHAU - KAUFERING  | Via Goffredo Mameli, 1 · Genua ·                    | Bruno De Benedetti (1911–1944) |
|              | HIER WURDE VERHAFTET AM 7.3.1944 EMANUELE CAVAGLIONE JG. 1880 DEPORTIERT AUSCHWITZ ERMORDET 30.6.1944                        | Genua, Salita S. Francesco, 7                       | Emanuele Cavaglione wurde am 17. März 1880 in Genua geboren. Seine Eltern waren Abramo Cavaglione und Tersilla Segre. Er hatte zumindest eine Schwester, Emma (geboren 1884). Cavaglione wurde Kaufmann und heiratete Margherita Segre. Das Paar hatte zwei Söhne, Renzo (geboren am 23. Mai 1926 in Genua) und Giorgio. Die Geschichte der Familie Cavaglione während der NS-Besatzungszeit in Italien ähnelt der vieler anderer Juden im Land: Nach Jahren der Diskriminierung und Verfolgung aufgrund der italienischen Rassengesetze von 1938 bedeutete der Waffenstillstand von Cassibile am 8. September 1943 und die folgende de-facto-Besetzung weiter Teile des Landes durch Nazi-Deutschland eine dramatische Wende. Auch die italienischen Juden waren ihres Lebens nicht mehr sicher. Emanuele Cavaglione floh mit seiner Frau nach Florenz und wohnte dort kurzfristig unter falschem Namen. Seine Söhne gingen zu Fuß über den Apennin, bis sie die alliierten Linien erreichten. Das Ehepaar Cavaglione kehrte nach Genua zurück, um ihrer Wertsachen abzuholen. Sie übernachteten nicht in der eigenen Wohnung, sondern bei Bekannten. Anstatt ihre Wertsachen übergeben zu bekommen wurden sie am 7. März 1944 von einem italienischen Spitzel, Bruno De Dominici, und dessen Bruder verhaftet und für 5.000 Lire pro Person der SS übergeben. Das Paar wurde im Marassi-Gefängnis interniert und in der Folge nach Fossoli überstellt. Am 26. Juni 1944 wurden beide mit dem Konvoi No. 13 in das Vernichtungslager Auschwitz deportiert. Emanuele Cavaglione und seine Frau wurden dort am Tag des Eintreffens des Konvois, dem 30. Juni 1944, ermordet. Die denunzierenden Brüder wurden zwar nach dem Untergang der RSI vor Gericht gestellt und zu zehn Jahren Haft verurteilt, aber nach der Togliatti-Amnestie von 1946 freigelassen. Die Söhne des Ehepaares konnten die Shoah überleben. Der ältere Sohn bekam wiederum zwei Söhne, Paolo Cavaglione (geboren 1954) und Maurizio Cavaglione (geboren 1958). Die Schwester von Emanuele Cavaglione hatte ebenfalls geheiratet und zwei Söhne bekommen. Sie und ihr Ehemann, Aronne Nino Levi, wurden ebenfalls in Auschwitz im Zuge der Shoah ermordet. Auch deren Söhne überlebten die Shoah. Die Stolpersteine für das Ehepaar Cavaglione wurden auf Ersuchen ihrer Enkelsöhne Paolo und Maurizio verlegt. Ihre Lebensgeschichten beruhen auf Recherchen des Historikers Amedeo Osti Guerrazzi. |
|              | HIER WOHNTE IDA FOA GEBOREN 1884 VERHAFTET 1.12.1943 DEPORTIERT AUSCHWITZ ERMORDET 26.2.1944                                 | Corso Magenta, 5 Genua                              | Ida Foa (1884–1944) |
|              | GIORGIO LABÓ JG. 1919 GEFALLEN FÜR DIE FREIHEIT ERSCHOSSEN IN ROM VON DEN NAZIS 7. MÄRZ 1944 GOLDENE MEDAILLE FÜR TAPFERKEIT | Genua, · Via Roma 1 ·                               | Giorgio Labò, geboren 1919, war ein junger Architekt. Er schloss sich nach dem 9. September 1943 in Rom der GAP (Patriotische Aktionsgruppe) an und trug den Kampfnamen „Lamberto“. Er wurde am 1. Februar 1944 von der deutschen SS verhaftet und im Gefängnis in der Via Tasso bestialisch gefoltert. Am 7. März 1944 wurde Giorgio Labò in Forte Bravetta erschossen. Der Stolperstein zu seinem Gedenken befindet sich an der Via Roma 1, wo seine Familie zur Zeit seiner Ermordung lebte – in unmittelbarer Nähe des Stolpersteins für Riccardo Pacifici. |
|              | HIER WOHNTE GIORGINA MILANI GEBOREN 1886 VERHAFTET 12.10.1944 DEPORTIERT AUSCHWITZ ERMORDET 28.10.1944                       | Via Padre Semeria, 21 Genua                         | Giorgina Milani (1886–1944) |
|              | HIER WOHNTE FRANCESCO MOISELLO GEBOREN 1905 DEPORTIERT 1944 FLOSSENBÜRG ERMORDET 27.11.1944 HERSBRUCK                        | Via Dufour, 11R Genua                               | Francesco Moisello (1905–1944), Die Piazza Francesco Moisello wurde nach ihm benannt. |
|              | HIER WOHNTE BELLINA ORTONA GEBOREN 1876 VERHAFTET 7.2.1944 DEPORTIERT AUSCHWITZ ERMORDET 26.2.1944                           | Via Casaregis, 4A Genua                             | Bellina Ortona (1876–1944) |
|              | HIER WURDE VERHAFTET 3.11.1943 REUVEN RICCARDO PACIFICI GROSSRABBINER VON GENUA JG. 1904 ERMORDET 11.12.1943 AUSCHWITZ       | Genua, · Galleria Mazzini ·                         | Riccardo Reuven Pacifici wurde am 18. Februar 1904 in Florenz geboren. Er entstammte einer sephardischen Familie, seine Eltern waren Gilda Borghi und Mario Mordechai Pacifici. Nach dem Abitur schloss er 1926 ein Studium an der Universität Florenz mit summa cum laude ab. Ab 1927 begann er ein Studium am Collegio Rabbinico di Firenze, welches er mit dem Titel eines Chacham ha shalem abschloss. Von 1928 bis 1930 war er stellvertretender Leiter der jüdischen Gemeinde von Venedig, ab 1930 Direktor des Collegio Rabbinico di Rodi, ab 1936 Großrabbiner von Rhodos und von 1936 bis zu seiner Verschleppung Großrabbiner von Genua. Er blieb in den schweren Jahren des Krieges und der Judenverfolgung bei seiner Gemeinde und besuchte mehrfach das Internierungslager Ferramonti di Tarsia. Dort gab er den Internierten moralischen und spirituellen Beistand. Er wurde an die deutschen Besatzungsbehörden verraten, verhaftet und mit seiner Frau Wanda Abenaim, die am 26. November 1943 in Florenz verhaftet worden war, ins KZ Auschwitz-Birkenau verschleppt. Dort langten das Ehepaar und eine Reihe weiterer Mitglieder der Familie Pacifici am 11. Dezember 1943 ein und wurden am 12. Dezember 1943 in den Gaskammern ermordet. Beide Söhne, Emanuele (1931–2014) und Raffaele (geboren 1938), konnten, von Klosterschwestern versteckt, die Shoah überleben. Ein Enkelsohn, Riccardo Pacifici, war von 2008 bis 2015 Präsident der jüdischen Gemeinde von Rom. |
|              | HIER WOHNTE BELLINA ORTONA GEBOREN 1876 VERHAFTET 7.2.1944 DEPORTIERT AUSCHWITZ ERMORDET 26.2.1944                           | Via Casaregis, 4A Genua                             | Bellina Ortona (1876–1944) |
|              | HIER WOHNTE ALBINO POLACCO GEBOREN 1910 VERHAFTET 3.11.1943 DEPORTIERT AUSCHWITZ ERMORDET                                    | Genua, Via Giovanni Bertora, 6 (neben der Synagoge) | Albino Polacco wurde am 12. Mai 1910 in Venedig geboren. Seine Eltern waren Moisè Polacco und Carlotta Cesana. Er hatte zumindest vier Brüder und eine Schwester: Elio, Enrico, Luigi Davide, Regina und Cesare. Polacco wurde Wächter und heiratete Linda Polacco. Das Paar hatte zwei Söhne, Roberto (geboren 1937) und Carlo (geboren 1938). Albino Polacco, seine Frau und Söhne und sein Schwiegervater wurden am 30. November 1943 in Genua verhaftet. Sie wurden im Tempel von Genua und im Gefängnis von Mailand eingesperrt. Am 6. Dezember 1943 wurde die Familie vom Binario 21 der Stazione Centrale mit dem Konvoi No. 5 in das Vernichtungslager Auschwitz deportiert. Unmittelbar nach der Ankunft in Auschwitz am 11. Dezember 1943 wurden zumindest die beiden Söhne und der Schwiegervater in einer Gaskammer ermordet. Auch Albino Polacco und seine Ehefrau wurden vom NS-Regime ermordet, Todestag und -ort sind nicht bekannt. Seine Eltern, die Schwester und deren 5-jährige Tochter Clara Wachsberger wurden ebenfalls Opfer der Shoah. Sie wurden am 16. Oktober 1943 in Rom festgenommen, mit Konvoi No. 2 von Mailand nach Auschwitz deportiert und dort unmittelbar nach ihrer Ankunft am 23. Oktober 1943 ermordet. |
|              | HIER WOHNTE CARLO POLACCO GEBOREN 1938 VERHAFTET 3.11.1943 DEPORTIERT AUSCHWITZ ERMORDET                                     | Genua, Via Giovanni Bertora, 6 (neben der Synagoge) | Carlo Polacco wurde als Sohn von Albino Polacco und Linda Polacco am 6. Oktober 1938 in Genua geboren. Er hatte einen älteren Bruder, Roberto (geboren 1937). Carlo Polacco wurde zusammen mit seinem Bruder, seinen Eltern und dem Großvater am 30. November 1943 in Genua verhaftet. Sie wurden im Tempel von Genua und im Gefängnis von Mailand eingesperrt. Am 6. Dezember 1943 wurde die Familie vom Binario 21 der Stazione Centrale mit dem Konvoi No. 5 in das Vernichtungslager Auschwitz deportiert. Carlo Polacco wurde unmittelbar nach der Ankunft in Auschwitz am 11. Dezember 1943 in einer Gaskammer ermordet, ebenso sein Bruder und sein Großvater. Auch seine Eltern wurden Opfer der Shoah. |
|              | HIER WOHNTE LINDA POLACCO GEBOREN 1916 VERHAFTET 3.11.1943 DEPORTIERT AUSCHWITZ ERMORDET                                     | Genua, Via Giovanni Bertora, 6 (neben der Synagoge) | Linda Polacco wurde am 23. Juli 1916 in Genua geboren. Ihre Eltern waren Abramo Polacco und Eleonora Polacco. Sie heiratete den Wächter Albino Polacco. Das Paar hatte zwei Söhne, Roberto (geboren 1937) und Carlo (geboren 1938). Die Familie wurde zusammen mit ihrem Vater am 30. November 1943 in Genua verhaftet. Sie wurden im Tempel von Genua und im Gefängnis von Mailand eingesperrt. Am 6. Dezember 1943 wurde sie vom Binario 21 der Stazione Centrale mit dem Konvoi No. 5 in das Vernichtungslager Auschwitz deportiert. Unmittelbar nach der Ankunft in Auschwitz am 11. Dezember 1943 wurden zumindest ihre beiden Söhne und ihr Vater in einer Gaskammer ermordet. Linda Polacco und ihr Ehemann wurden ebenfalls vom NS-Regime ermordet, Todestag und -ort sind nicht bekannt. |
|              | HIER WOHNTE ROBERTO POLACCO GEBOREN 1937 VERHAFTET 3.11.1943 DEPORTIERT AUSCHWITZ ERMORDET                                   | Genua, Via Giovanni Bertora, 6 (neben der Synagoge) | Roberto Polacco wurde als Sohn von Albino Polacco und Linda Polacco am 30. Juli 1937 in Genua geboren. Er hatte einen jüngeren Bruder, Carlo (geboren 1938). Er und sein Bruder wurden gemeinsam mit ihren Eltern und dem Großvater am 30. November 1943 in Genua verhaftet. Sie wurden im Tempel von Genua und im Gefängnis von Mailand eingesperrt. Am 6. Dezember 1943 wurde die Familie vom Binario 21 der Stazione Centrale mit dem Konvoi No. 5 in das Vernichtungslager Auschwitz deportiert. Roberto Polacco wurde unmittelbar nach der Ankunft in Auschwitz am 11. Dezember 1943 in einer Gaskammer ermordet, ebenso sein Bruder und sein Großvater. Auch seine Eltern wurden Opfer der Shoah. |
|              | HIER WOHNTE MARCO RIGNANI GEBOREN 1910 VERHAFTET 3.11.1943 DEPORTIERT AUSCHWITZ ERMORDET                                     | via Felice Cavallotti, 11 Genua                     | Marco Rignani (1910–1943/45) |
|              | HIER WOHNTE ORAZIO ROBELLO GEBOREN 1914 DEPORTIERT FLOSSENBÜRG ERMORDET 24.12.1944                                           | Via Bruno Buozzi, 18 Genua                          | Orazio Robello (1914–1944) |
|              | HIER WURDE VERHAFTET AM 7.3.1943 MARGHERITA SEGRE CAVAGLIONE JG. 1883 DEPORTIERT AUSCHWITZ ERMORDET 30.6.1944                | Genua, Salita S. Francesco, 7                       | Margherita Segre Cavaglione, geboren am 30. November 1893 in Casale Monferrato, war die Tochter von Jona und Vittoria Segre. Sie hatte vier Geschwister, Anna, Elvira, Giuseppe und Rosa Giulia. Sie heiratete den Kaufmann Emanuele Cavaglione und gründete mit ihm eine Familie in Genua. Das Paar hatte zwei Söhne, Renzo und Giorgio. Nach dem 8. September 1943 flüchtete das Paar nach Florenz und lebte dort unter falschem Namen. Als sie sechs Monate später nach Genua zurückkehrten um ihre Wertsachen, die bei einer Hausangestellten deponiert waren, abzuholen, wurden sie Opfer von Verrat und Denunziation. Sie wurden am 7. März 1944 von zwei italienischen Spitzeln verhaftet und für 5.000 Lire pro Kopf der SS übergeben. Die Eheleute wurden im Marassi-Gefängnis interniert und in der Folge nach Fossoli überstellt. Am 26. Juni 1944 wurden beide mit dem Konvoi No. 13 in das Vernichtungslager Auschwitz deportiert. Margherita Segre Cavaglione und ihr Mann wurden dort am Tag des Eintreffens des Konvois, dem 30. Juni 1944, ermordet. Die Denunzianten wurden zwar nach dem Untergang des Mussolini/Hitler-Regimes zu zehn Jahren Haft verurteilt, aber nach der Togliatti-Amnestie von 1946 freigelassen. Die Söhne des Ehepaares konnten die Shoah überleben. Der ältere Sohn bekam wiederum zwei Söhne, Paolo Cavaglione (geboren 1954) und Maurizio Cavaglione (geboren 1958). Es waren diese beiden, die die Verlegung der Stolpersteine anregten. Ihre Lebensgeschichten beruhen auf Recherchen des Historikers Amedeo Osti Guerrazzi. Auch eine ihrer Schwestern, Rosa Giulia, die unverheiratet geblieben war, wurde im Zuge der Shoah ermordet, höchstwahrscheinlich ebenfalls in Auschwitz. |
|              | HIER WOHNTE BICE SONNINO GEBOREN 1923 VERHAFTET 12.10.1944 DEPORTIERT AUSCHWITZ ERMORDET 16.1.1945 NEUENGAMME                | Via Padre Semeria, 21 Genua                         | Bice Sonnino (1923–1945) |
|              | HIER WOHNTE ETTORE SONNINO GEBOREN 1880 VERHAFTET 12.10.1944 DEPORTIERT AUSCHWITZ ERMORDET 28.10.1944                        | Via Padre Semeria, 21 Genua                         | Ettore Sonnino (1880–1944) |
|              | HIER WOHNTE GIORGIO SONNINO GEBOREN 1925 VERHAFTET 12.10.1944 DEPORTIERT AUSCHWITZ TOT 12.2.1945                             | Via Padre Semeria, 21 Genua                         | Giorgio Sonnino (1925–1945) |
|              | HIER WOHNTE MARIA LUISA SONNINO GEBOREN 1920 VERHAFTET 12.10.1944 DEPORTIERT AUSCHWITZ ERMORDET 20.3.1945 FLOSSENBÜRG        | Via Padre Semeria, 21 Genua                         | Maria Luisa Sonnino (1920–1945) |
|              | HIER WOHNTE PAOLO SONNINO GEBOREN 1917 VERHAFTET 12.10.1944 DEPORTIERT AUSCHWITZ ERMORDET                                    | Via Padre Semeria, 21 Genua                         | Paolo Sonnino (1917–1944/45) |
|              | HIER WOHNTE PAOLO SONNINO GEBOREN 1917 VERHAFTET 12.10.1944 DEPORTIERT AUSCHWITZ ERMORDET                                    | Via Padre Semeria, 21 Genua                         | Roberto Sonnino (1917–1944/45) |
|              | HIER WOHNTE ARTURO VALABREGA GEBOREN 1894 VERHAFTET 1.12.1943 DEPORTIERT AUSCHWITZ ERMORDET 4.5.1944                         | Corso Magenta, 5 Genua                              | Arturo Valabrega (1894–1944) |
|              | HIER WOHNTE LUCIANO VALABREGA GEBOREN 1921 VERHAFTET 1.12.1943 DEPORTIERT AUSCHWITZ ERMORDET 6.4.1945 FLOSSENBÜRG            | Corso Magenta, 5 Genua                              | Luciano Valabrega (1921–1945) |
|              | HIER WOHNTE ITALO VITALE GEBOREN 1886 VERHAFTET 10.12.1943 DEPORTIERT GESTORBEN WÄHREND DES TRANSPORTES NACH AUSCHWITZ       | Corso Monte Grappa 37 ·                             | Italo Vitale wurde am 1. August 1886 in Genua geboren. Seine Eltern waren Samuele Vitale und Enrichetta De Benedetti. Am 10. Dezember 1943 wurde er in seiner Heimatstadt verhaftet, nach Mailand überstellt und dort im San-Vittore-Gefängnis gefangen gehalten. Am 30. Januar 1944 wurde er mit Transport No. 6 in das Vernichtungslager Auschwitz deportiert. Der Transport kam eine Woche später in Auschwitz an. Italo Vitale überlebte die Mühen des Transportes – mit unzureichender Verpflegung, schlechten hygienischen Zuständen und mangelndem Platz – nicht. Er verlor sein Leben bereits während des Transportes. |

### Ronco Scrivia
In Ronco Scrivia wurde folgender Stolperstein verlegt:
| Stolperstein | Übersetzung                                                                                         | Verlegeort                  | Name, Leben |
| ------------ | --------------------------------------------------------------------------------------------------- | --------------------------- | --- |
|              | HIER WOHNTE GIOVANNI CARMINATI GEBOREN 1916 VERHAFTET 10.4.1944 DEPORTIERT GUSEN ERMORDET 29.1.1945 | Via Filippo Corridoni 25A · | Giovanni Carminati wurde am 9. August 1916 in Brembilla in der Provinz Bergamo geboren. Er hatte zumindest eine Schwester, Olga. Er gehörte dem Widerstand an. Am 10. April 1944 wurde er verhaftet, in das KZ Mauthausen deportiert, verschleppt nach Gusen, wo er Zwangsarbeit für die deutsche Rüstungsindustrie verrichten musste. Giovanni Carminati wurde am 29. Januar 1945 ermordet. Ihm ist auch eine Gedenktafel in Isola del Cantone, Teil der Gemeinde Vobbia, gewidmet. |

## Verlegedaten
Die Verlegungen in Ligurien erfolgten durch Gunter Demnig persönlich an folgenden Tagen:
- 29. Januar 2012: Genua (Galleria Mazzini)
- 7. März 2013: Genua (Via Roma, 1)
- 14. Januar 2017: Genua (Via Carlo Barabino, 26)
- 12. Januar 2020: Genua (Corso Monte Grappa, 37), Ronco Scrivia
- 27. Januar 2021: Genua (Salita di S. Francesco, 7)
- 25. Januar 2022: Genua (Via Giovanni Bertora, 6)
- 24. Oktober 2022: Genua (Via Mameli 1)